# Winter Beach
Winter Beach (em português: Praia de Inverno) é uma região censitária localizada no estado americano da Flórida, no Condado de Indian River.

## Demografia
Segundo o censo americano de 2000, a sua população era de 965 habitantes.

## Geografia
De acordo com o United States Census Bureau tem uma área de 17,8 km², dos quais 17,8 km² cobertos por terra e 0,0 km² cobertos por água.

## Localidades na vizinhança
O diagrama seguinte representa as localidades num raio de 16 km ao redor de Winter Beach.